# II. Jagdkorps
O II. Jagdkorps foi um Corpo Aéreo da Luftwaffe que atuou durante a Segunda Guerra Mundial. A unidade foi formada no dia 15 de Setembro de 1943 em Chantilly, próxima de Paris, a partir do Höherer Jagdfliegerführer West. Era subordinado ao Luftflotte 3 e a partir do dia 26 de Setembro de 1944 o Luftwaffenkommando West.
A unidade foi dispensada no dia 26 de janeiro de 1945, e utilizado na formação do 14 e 15. Flieger Divisionen.

## Kommandierender General
| Comandante                                | Data                                          |
| ----------------------------------------- | --------------------------------------------- |
| Generalleutnant Werner Junck              | 15 de Setembro de 1943 - 30 de Junho de 1944  |
| General Alfred Bülowius                   | 1 de Julho de 1944 - 15 de Outubro de 1944    |
| Generalmajor Dietrich Peltz               | 15 de Outubro de 1944 - 26 de Janeiro de 1945 |
| Generalmajor Karl-Eduard Wilke (interino) | 12 de janeiro de 1945 - 26 de Janeiro de 1945 |

## Chef des Stabes
| ?                                                                        |
| Oberst Wilhelm Kern,? - 20 de Julho de 1944                              |
| Oberst Lothar von Heinemann, 20 de Julho de 1944 - 26 de Janeiro de 1945 |

## Bases do QG
| formado | Chantilly                         |
| 8.44    | Rochefort (Bélgica)               |
| 10.9.44 | Flammersfeld, próximo de Koblenz. |

## Ordem de Batalha
Controlou as seguintes unidades durante a guerra:
- 4. Jagddivision, 15.9.43 - 8.9.44
- 5. Jagddivision, 15.9.43 - 10.44
- Jagdfliegerführer Südfrankreich, 15.9.43 - 31.8.44
- Jagdfliegerführer Bretagne, 15.9.43 - 31.8.44
- Jagdabschnittsführer Bordeaux, 4.44 - 7.44
- Fliegerführer West, 7.44
- Luftnachrichten-Regiment beim II. Jagdkorps